# Gradiente geotérmico

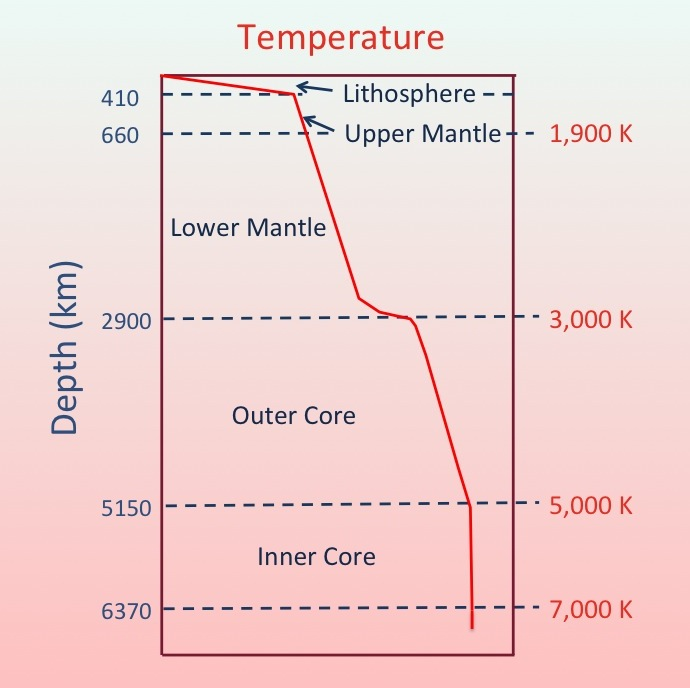
Gráfica de la temperatura en función de la profundidad (geoterma) de la Tierra.

Se denomina gradiente geotérmico o geoterma a la variación de temperatura, que aumenta con la profundidad en el interior terrestre. El valor promedio de este gradiente es de 25 a 30 °C por cada kilómetro de profundidad, considerando que se avanza desde la superficie hacia el centro de la esfera terrestre. Los valores usuales se encuentran entre 10 y 66 °C/km; sin embargo, se han medido gradientes de hasta 200 °C/km. La razón por la que la temperatura aumenta a medida que se profundiza radica en las muy altas temperaturas que existen en el núcleo del planeta. El efecto del sol solo afecta a una profundidad de unos 10-20 metros. Físicamente se expresa en unidades de temperatura y unidades de longitud, como la razón entre la temperatura (T1) en un punto dado (P1) y otro punto situado a mayor profundidad (P2) con temperatura (T2). Consecuentemente el gradiente geotérmico queda dado por la expresión:
El gradiente geotérmico no es un valor constante; el estudio de las ondas sísmicas ha demostrado la existencia de un núcleo interno sólido, y esto no sería posible si el incremento de la temperatura fuera constante, ya que, en ese caso el centro del planeta soportaría alrededor de 200.000 °C, y se piensa que es de solo 5000 o 6000 °C.
El gradiente geotérmico depende de las características físicas del material propio de cada zona del interior del planeta, o dicho de otro modo, de las condiciones geológicas locales. Esas condiciones vienen dadas por factores como la relación presión-temperatura, la composición química y las reacciones que se producen, la existencia de material radiactivo, la presencia de movimientos convectivos y rozamientos, etcétera.
La utilización del gradiente geotérmico como fuente de energía geotérmica se lleva usando desde hace siglos. Los Romanos ya la usaban para los baños de agua caliente y, más recientemente, se usa para producción eléctrica. 

## Estudio de la estructura interna de la Tierra
Una forma de describir el interior de un planeta es examinar cómo cambia la temperatura con la profundidad. Descifrar la estructura de temperatura de la Tierra es importante para determinar los movimientos de las rocas dentro de nuestro planeta.
La energía térmica fluye desde el interior terrestre hacia fuera, es decir, desde las zonas más calientes hacia las zonas más frías.
El flujo de calor no es constante en toda la superficie terrestre, este es mayor  cerca de las dorsales centro-oceánicas, donde el magma caliente está ascendiendo constantemente hacia la superficie. En regiones continentales donde hay rocas enriquecidas con isótopos radiactivos, también son focos de calor donde fluye de forma elevada. Sin embargo, es menor en las llanuras abisales profundas, o zonas continentales muy antiguas, como cratones, donde la temperatura es mucho más baja.
La Tierra, como todos los planetas de nuestro Sistema Solar, ha experimentado dos etapas térmicas. La primera se produjo durante su formación que implicó un rápido incremento de la temperatura interna debido a las innumerables colisiones entre planetesimales. Con cada colisión, la energía cinética se convirtió en energía térmica. A medida que nuestro protoplaneta crecía en tamaño, su temperatura aumentaba rápidamente. Además, la Tierra al principio contenía muchos isótopos radiactivos con periodos de semidesintegración muy cortos. A medida que se descomponían estos elementos, fueron liberando energía, denominada calor radiogénico. Pero si la única fuente de calor procediera de su formación inicial y la desintegración radiactiva, ya se hubiera enfriado completamente hace tiempo. Sin embargo, el manto y la corteza contienen isótopos radiactivos con periodos de semidesintegración largos (de miles de millones de años), principalmente, uranio, torio y potasio.
Otro acontecimiento significativo fue la colisión de un objeto del tamaño de Marte que llevó a la formación de la Luna. A partir de este punto, hace alrededor de 4500 millones de años, hasta el presente, la Tierra se ha ido enfriando gradualmente.
Las perforaciones realizadas en la corteza nos muestran que, a mayor profundidad, mayor temperatura. El gradiente geotérmico muestra un valor medio de 30 °C por kilómetro. Pero esto parece restringido a los primeros kilómetros de la corteza. Para el manto se estima que el gradiente geotérmico tiene un valor medio de 0,6 °C por kilómetro, llegando a una temperatura media de 2700 °C. Para el núcleo se estima en una temperatura aproximada de 5500 °C.
Una forma de estudiar el estado de agregación de la materia consiste en comparar la geoterma con la curva de fusión para las rocas en cada profundidad. De esta manera, si la termperatura en un punto no supera a la temperatura de fusión a la misma profundidad, el material no estará fundido. En caso contrario el material sí lo estará, lo que ocurre en el núcleo externo. Esta relación determina la rigidez o viscosidad del material en un punto. Cuanto más rígido, mayor viscosidad posee.
El núcleo externo, a pesar de estar a menor temperatura que el núcleo interno, se encuentra en estado líquido. Esto se debe a que la temperatura en el núcleo no aumenta mucho con la profundidad respecto de la presión. La presión se triplica y, por eso, el hierro líquido del núcleo externo es más frío que el hierro sólido del núcleo interno: la presión al que está sometido el núcleo interno no permite que se funda a la temperatura que experimenta.